# Amarok
Amarok je muzički plejer za Linuks i ostale varijante Juniks sistema kao i za Microsoft Windows od verzije 2.0.

## Spoljašnje veze
- Zvaničan sajt